# Molly Moon stannar tiden
Molly Moon stannar tiden (originaltitel Molly Moon stops the world) är den andra delen i Georgia Byngs barn- och ungdombokserie Molly Moon. Den kom ut 2003 och gavs ut i svensk översättning samma år.
Det är en fantasybok som handlar om hypnoskunniga Molly Moon. I denna del får hon i uppgift att stoppa Primo Cell, en man som försöker ta över världen med hjälp av hypnos. Det visar sig att Cell kan stanna tiden med hjälp av hypnos.